# Alkersum
Alkersum (en frisón septentrional: Aalkersem, en danés: Alkersum) es una Gemeinde (pequeño núcleo de población) situada en la isla de Föhr, distrito de Frisia Septentrional, en el estado federado de Schleswig-Holstein (Alemania), con una población a finales de 2016 de unos 416 habitantes.
Siendo parte del archipiélago de las islas Frisias septentrionales (mar del Norte), se encuentra en el noroeste del país y cerca de la frontera con Dinamarca.